# Oval Lingotto

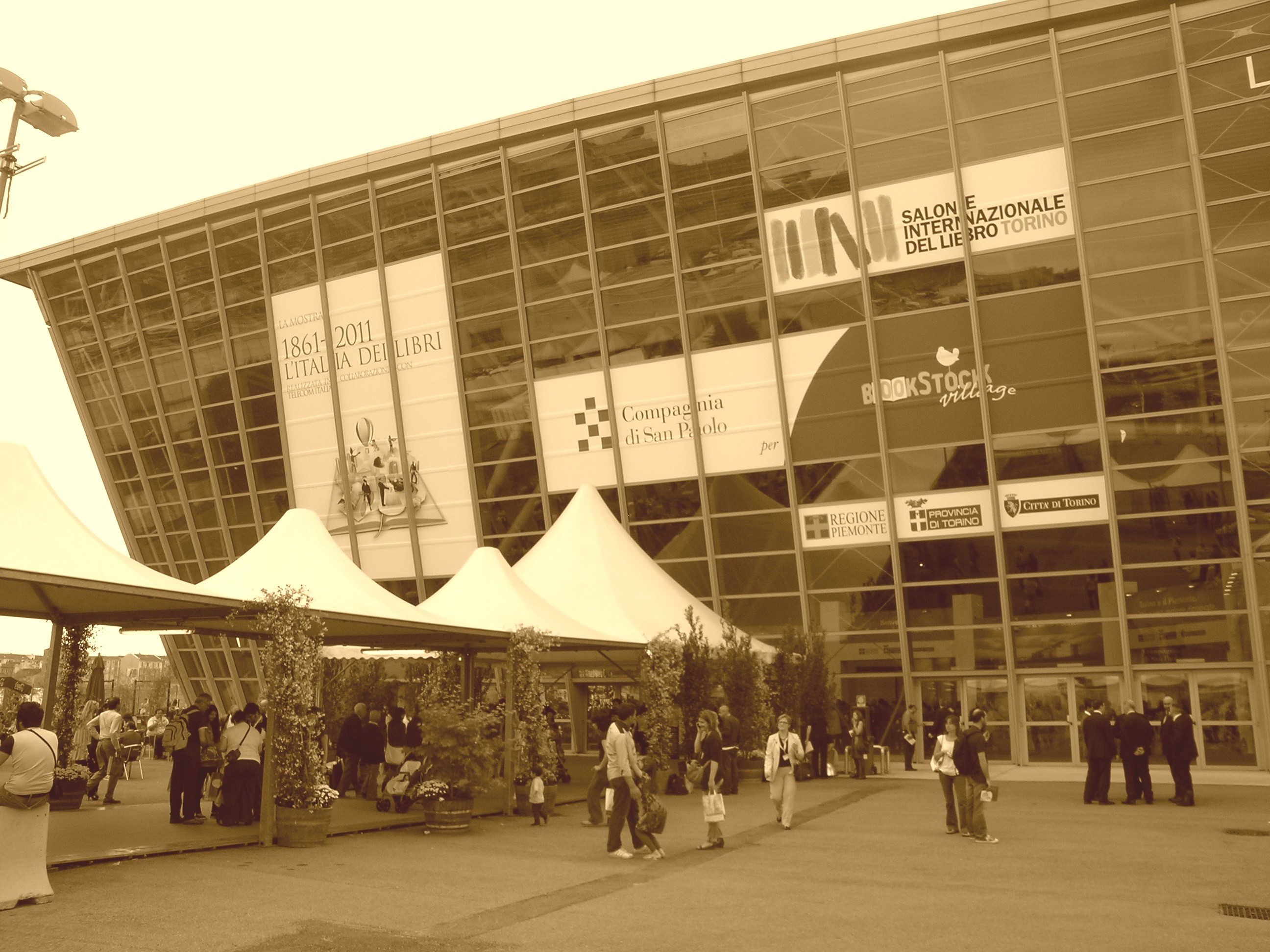
L'Oval Lingotto en 2011

 (avril 2025).
Si vous disposez d'ouvrages ou d'articles de référence ou si vous connaissez des sites web de qualité traitant du thème abordé ici, merci de compléter l'article en donnant les références utiles à sa vérifiabilité et en les liant à la section « Notes et références ».
Pour les articles homonymes, voir Lingotto (homonymie).
L'Oval Lingotto est un anneau de vitesse couvert destiné à accueillir les épreuves de patinage de vitesse lors des Jeux olympiques d'hiver de 2006 à Turin.

## Situation
Cet anneau de vitesse est situé non loin du Stadio Olimpico à Turin. Il peut accueillir 8 000 à 8 500 spectateurs pour une surface totale de 26 500 m2. L'édifice a également accueilli les championnats d'Europe d'athlétisme en salle 2009 dans une configuration permettant 6 600 spectateurs.

## Historique
La construction de cette enceinte débuta en novembre 2002 pour une livraison en novembre 2005.